# Umberto Pizzi
Umberto Pizzi (Zagarolo, 7 ottobre 1937) è un fotografo italiano.

## Biografia
È diventato fotoreporter nel 1963. Ha lavorato per la FAO in Iraq, Iran, Turchia, Siria, Giordania. 
Negli anni settanta e ottanta è diventato fotocronista e dal 1988 è giornalista pubblicista.
Ha collaborato con il sito web Dagospia di Roberto D'Agostino.
Dal febbraio al 15 marzo 2012 è stato ospite fisso del programma di LA7 (ah)iPiroso, in momentanea sostituzione di Fulvio Abbate.
Attualmente parte del suo archivio fotografico è visibile sul suo sito ufficiale.

## Opere
- Cafonal. Gli Italiani nel mirino di Dagospia, con Roberto D'Agostino, Milano, A. Mondadori, 2008. ISBN 978-88-04-58623-4.
- Ultra cafonal. Il peggio di Dagospia, con Roberto D'Agostino, Milano, A. Mondadori, 2010. ISBN 978-88-04-60186-9.